# الأيدي القذرة (فلم)
الأيدي القذرة  فيلم جريمة مصري للمخرج أحمد يحيى عام 1979 قام بكتابة القصة والسيناريو والحوار الكاتب والسيناريست مصطفى محرم. الفيلم من بطولة محمود ياسين، ناهد شريف، عادل أدهم، فريدة سيف النصر، وحيد سيف، وأحمد حسين وتدور أحداثه حول كمال الذي يقع ضحية المحتال زكي وشريكته علية وبعد أن يخسر الكثير يجد شبيهاً له .. ويستطيع أن يعود لمن احتال عليه ليتغلب دون أن يعبأ بمن يقف في طريقه
صدر الفيلم إلى دور العرض المصرية في يناير 1979.
منح موقع قاعدة بيانات الأفلام العربية "السينما.كوم" الفيلم درجة 6.3/ 10.

## طاقم التمثيل
محمود ياسين: في دور كمال سالم/ سعيد عبد الجواد
ناهد شريف: في دور عليه
عادل أدهم: في دور زكي أبو العز
فريدة سيف النصر: في دور عنايات (زوجة سعيد عبد الجواد)
وحيد سيف: في دور فتوح (زميل كمال في العمل)
أحمد يحيى: في دور راكب بالقطار
صالح الإسكندراني: في دور البواب
بالاشتراك مع: رشوان مصطفى – مصطفى كمال 

## أحداث الفيلم
يجيد المحتال المحترف زكي أبو العز (عادل أدهم) الغش في لعب الورق، ويتخذ من عشيقته عليه (ناهد شريف)، طعماً للإيقاع بضحاياه، ويسيطر عليها بسبب إدمانها لشم الهيروين. يصادف زكي صيد ثمين، وهو الصراف كمال سالم (محمود ياسين)، وهو أعزب ومستقيم، وتتعرف به عليه وتطلب منه مساعدتها ومراجعة حسابات معرض السيارات الذي ورثته عن زوجها، ويتولى زكي شقيق زوجها إدارته، وتخبر كمال أنها لا تثق في زكي. يتولى كمال مراجعة الحسابات، بقبول كامل من زكي، وتظهر عليه الحب لكمال وتسلسلم له في الفراش حتى يثق بها، ثم توقعه في شرك القمار، ليلعب مع زكي ويكسب في البداية. يقوم زكي بترتيب جلسات للقمار بأوراق لعب مزورة، ويخسر كمال، ويضطر للاقتراض من زكي، مقابل إيصالات أمانة، يهدده بها فيضطر لسحب أموال من عهدته. يتعرف كمال على سعيد عبد الجواد (محمود ياسين) الذي يشبهه تماماً، وكأنهما توأم، وتضطره الظروف للاقتراب أكثر من شبيهه، ويزوره في منزله، حتى تنخدع فيه عنايات (فريدة سيف النصر) زوجة سعيد، التي تظنه زوجها سعيد. يقترب كمال أكثر من سعيد، الذي يصارحه بأنه غير موفق مع زوجته عنايات، التي كانت تتطلع للثراء، والتي تضطر لخيانة زوجها من أجل المال، وحينما يشك سعيد في زوجته، يصارح صديقه كمال، الذي ينصحه بالتريث، حتى يتأكد من خيانتها ويطلقها. يتأكد سعيد من خيانة عنايات، فيطردها من البيت، ويتأزم موقفه ويدمن الشراب. يعرض زكي على كمال مشاركته في مزاد للسيارات مضمون المكسب، ويطلب منه الاشتراك معه بمبلغ كبير، يستعيره من الخزينة، ويرده بعد يومين، ويسدد ديونه ويحتفظ بالمكسب، يصدقه كمال ويختلس المبلغ، ليكتشف اختفاء زكي وأيضاً عليه، وهنا يدرك المكيدة، وفي الحانة يجد سعيد يشرب، فتخطر له فكرة جهنمية. يقوم كمال باستدراج سعيد لمنزله، ويناوله منوم، ثم يضعه في الحمام، ويفتح خرطوم الغاز، ويكتب خطاب انتحار، ويترك سعيد لمصيره. يكتشف الجميع انتحار كمال بسبب المبالغ التي اختلسها من عهدته، ويعيش كمال بإسم سعيد، ويبحث عن زكي وعليه للإنتقام. يعثر كمال عليهما، ويتقرب منهما بشخصيته الجديدة، حتى يكتسب ثقتهما، ويلعب أيضاً القمار مع زكي، ولكنه يبلغ الشرطة عن وكر القمار الذي يديره زكي، وقبل حضور رجال الشرطة، يحاول كمال الهرب، ولكن زكي يفطن للخدعة، ويحاول إيقاف كمال، ولكن عليه، التي لم تكن راضية عن افعال زكي، تحاول إنقاذ كمال، وتطعن زكي من الخلف. يلقى زكي مصرعه، وتصاب عليه بلوثة عقلية، ويتوجه كمال لمنزله الجديد، الذي هو منزل سعيد، ليفاجأ بأن الشرطة قد أعدت له كمينا، ليقبض عليه بتهمة قتله لزوجته عنايات.

## وصلات خارجية
- الأيدي القذرة على موقع الدهليز
- الأيدي القذرة على موقع قاعدة بيانات الأفلام العربية
- الأيدي القذرة على موقع قاعدة بيانات الفيلم (الإنجليزية)
- الأيدي القذرة على موقع ليتربوكسد (الإنجليزية)
- الأيدي القذرة على موقع الدهليز
- الأيدي القذرة على موقع كاروهات

https://trakt.tv/movies/the-dirty-hands-1979 الأيدي القذرة (فيلم)